# Французький тихоокеанський франк
Французький тихоокеанський франк (також франк CFP або франк КФП; фр. Change Franc Pacifique) — грошова одиниця в таких заморських володіннях Франції як Французька Полінезія, Нова Каледонія та Волліс і Футуна.

## Історія

### 1945—1949
Франк КПФ був створений у грудні 1945 року, разом з франком КФА, який використовується в Африці. Причина створення цих франків була слабкість французького франка відразу після Другої світової війни. Коли Франція ратифікувала Бреттон-Вудські угоди в грудні 1945 року, французький франк був девальвований для того, щоб встановити фіксований обмінний курс відносно долара США. Нові валюти були створені у французьких колоніях, щоб позбавити їх від сильної девальвації в грудні 1945 року.

### 1949—1985
Починаючи з 1967 року, емісію валюти здійснює Емісійний інститут заморських територій Франції, який має свою штаб-квартиру в Парижі. Валюта була спочатку випущена в трьох різних формах для Французької Полінезії, Нової Каледонії (спільно з о-вами Волліс і Футуна) та Нових Гебридів.

### З 1985 року
Сьогодні, всі банкноти є строго ідентичними в Новій Каледонії та Французькій Полінезії. Одна сторона банкнот показує пейзажі або історичних діячів Французької Полінезії, а на іншому боці банкнот показує пейзажі або історичних діячів Нової Каледонії.
Монети розділені на дві категорії: одна сторона монети ідентичні для Нової Каледонії та Французької Полінезії, а інша сторона монети, має ім'я «Нова Каледонія» у Новій Каледонії та в Волліс і Футуна, чи з назвою «Французька Полінезія» у Французькій Полінезії. Обидва набори монет можуть бути використані у всіх трьох французьких територіях.
Ордонанс від 15 вересня 2021 року, який набув чинності 26 лютого 2022 року, визначає назву франк CFP як «франк французьких спільнот тихоокеанського регіону»..

## Монети
Нині в обігу знаходяться такі монети: 1, 2, 5, 10, 20, 50, 100 франків.
| Зображення | Номінал     | Технічні параметри | Технічні параметри | Технічні параметри | Технічні параметри | Дизайн   | Дизайн | Дизайн | Дизайн                                                                                |
| Зображення | Номінал     | Діаметр            | Товщина            | Маса               | Склад              | Гурт     | Аверс | Реверс | Реверс                                                                                |
| Зображення | Номінал     | Діаметр            | Товщина            | Маса               | Склад              | Гурт     | Аверс | Французька Полінезія | Нова Каледонія та Волліс і Футуна                                                     |
| ---------- | ----------- | ------------------ | ------------------ | ------------------ | ------------------ | -------- | --- | --- | ------------------------------------------------------------------------------------- |
|            | 1 франк     | 23 мм              | 1,4 мм             | 1,3 г              | алюміній           | гладкий  | Тримаючи факел, на троні сидить леді. Зліва та справа підпис: RÉPUBLIQUE FRANCAISE та I·E·O·M GBBAZOR. Внизу рік випуску. | Зліва пальми, посередині море з вітрильником. На задньому плані гори, на передньому — човен з аутригерами та фрукти в кошику. Маркування: POLYNESIE FRANÇAISE 1/2/5 F. | Птиця кагу між гілок. Маркування: 1/2/5 FRANC NOUVELLE CALEDONIE.                     |
|            | 2 франка    | 27 мм              | 1,7 мм             | 2,2 г              | алюміній           | гладкий  | Тримаючи факел, на троні сидить леді. Зліва та справа підпис: RÉPUBLIQUE FRANCAISE та I·E·O·M GBBAZOR. Внизу рік випуску. | Зліва пальми, посередині море з вітрильником. На задньому плані гори, на передньому — човен з аутригерами та фрукти в кошику. Маркування: POLYNESIE FRANÇAISE 1/2/5 F. | Птиця кагу між гілок. Маркування: 1/2/5 FRANC NOUVELLE CALEDONIE.                     |
|            | 5 франків   | 31 мм              | 2,4 мм             | 3,8 г              | алюміній           | гладкий  | Тримаючи факел, на троні сидить леді. Зліва та справа підпис: RÉPUBLIQUE FRANCAISE та I·E·O·M GBBAZOR. Внизу рік випуску. | Зліва пальми, посередині море з вітрильником. На задньому плані гори, на передньому — човен з аутригерами та фрукти в кошику. Маркування: POLYNESIE FRANÇAISE 1/2/5 F. | Птиця кагу між гілок. Маркування: 1/2/5 FRANC NOUVELLE CALEDONIE.                     |
|            | 10 франків  | 24 мм              | 1,74 мм            | 6 г                | мідь, нікель       | рубчаста | Портрет Маріанни. Маркування: RÉPUBLIQUE FRANCAISE R JOLY I·E·O·M. Внизу рік випуску.                                     | Маркування: POLYNESIE 10 f FRANÇAISE | Вітрильний човен. Маркування: NOUVELLE-CALEDONIE 10 f.                                |
|            | 20 франків  | 28,3 мм            | 2 мм               | 10 г               | мідь, нікель       | рубчаста | Портрет Маріанни. Маркування: RÉPUBLIQUE FRANCAISE R JOLY I·E·O·M. Внизу рік випуску.                                     | Посередині: квіти, пагони ванілі та фрукти хлібного дерева. Маркування: POLYNESIE 20 f FRANÇAISE                                                                       | Три голови бика, які дивляться ліворуч. Маркування: NOUVELLE-CALEDONIE 20 f           |
|            | 50 франків  | 33 мм              | 2,35 мм            | 15 г               | мідь, нікель       | рубчаста | Портрет Маріанни. Маркування: RÉPUBLIQUE FRANCAISE R JOLY I·E·O·M. Внизу рік випуску.                                     | Гавань Муреа. Маркування: POLYNESIE 50/100 f FRANÇAISE | Між пальмами та соснами у центрі стоїть хижа. Маркування: NOUVELLE-CALEDONIE 50/100 f |
|            | 100 франків | 30 мм              | 2 мм               | 10 г               | алюміній, бронза   | рубчаста | Портрет Маріанни. Маркування: RÉPUBLIQUE FRANCAISE R JOLY I·E·O·M. Внизу рік випуску.                                     | Гавань Муреа. Маркування: POLYNESIE 50/100 f FRANÇAISE | Між пальмами та соснами у центрі стоїть хижа. Маркування: NOUVELLE-CALEDONIE 50/100 f |

## Банкноти
Перші банкноти були випущені в Нових Гебридах у 1965 році, у Новій Каледонії та Французькій Полінезії у 1969 році.
Загальний дизайн не змінився з 1969 року.
Нині в обігу знаходяться такі банкноти: 500, 1 000, 5 000, 10 000 франків.
6 січня 2014 року Емісійний інститут заморських територій Франції представив проекти для нової серії банкнот. З 20 січня 2014 року нові банкноти увійшли в обіг, а старі циркулювали паралельно новій серії до 30 вересня 2014 року, втративши статус законного засобу платежу, але можуть бути обмінені на невизначений термін в офісах Емісійного інституту заморських територій Франції.
| Сучасні банкноти серії 2014 року | Сучасні банкноти серії 2014 року | Сучасні банкноти серії 2014 року | Сучасні банкноти серії 2014 року | Сучасні банкноти серії 2014 року | Сучасні банкноти серії 2014 року                                                                                  | Сучасні банкноти серії 2014 року                                                                                           | Сучасні банкноти серії 2014 року | Сучасні банкноти серії 2014 року |
| Зображення                       | Зображення                       | Номінал                          | Розміри (мм)                     | Основний колір                   | Опис | Опис | Опис                             | Дата виходу                      |
| Аверс                            | Реверс                           | Номінал                          | Розміри (мм)                     | Основний колір                   | Аверс | Реверс | Водяний знак                     | Дата виходу                      |
| -------------------------------- | -------------------------------- | -------------------------------- | -------------------------------- | -------------------------------- | --- | --- | -------------------------------- | -------------------------------- |
|                                  |                                  | 500                              | 120×66                           | оливковий                        | Фрукти й листя папая, кавове листя, квіти райської пташки, візерунки острова Волліс на тканині тапа.              | У центрі квіти плюмерія та гарденія таїтянська, візерунки острова Футуна на тканині тапа.                                  | «500» Човен з аутригером         | 20 січня 2014                    |
|                                  |                                  | 1 000                            | 126×66                           | помаранчево-коричневий           | Папуга, черепаха, Stingray, візерунки острова Волліс на тканині тапа.                                             | Рогатий папуга, кагу, Gygis alba, візерунки острова Футуна на тканині тапа.                                                | «1000» Човен з аутригером        | 20 січня 2014                    |
|                                  |                                  | 5 000                            | 132×73                           | синій                            | Рибальські гачки, кабуба білопера серед коралів, Nautilus macromphalus, візерунки острова Волліс на тканині тапа. | Відкрита устриця з перлиною та Cheilinus undulatus серед коралів, морські мушлі, візерунки острова Футуна на тканині тапа. | «5000» Човен з аутригером        | 20 січня 2014                    |
|                                  |                                  | 10 000                           | 138×73                           | червоний                         | Кам'яний товкач, весла, хижа серед пальм, візерунки острова Волліс на тканині тапа.                               | Круглі хижі та хижі канаків, культурний центр Тжібау, кам'яний товкач, візерунки острова Футуна на тканині тапа.           | «10000» Човен з аутригером       | 20 січня 2014                    |